# برند كلوتز
برند كلوتز (بالألمانية: Bernd Klotz)‏ هو مدرب كرة قدم ولاعب كرة قدم ألماني، ولد في 8 سبتمبر 1958 في بفورتسهايم في ألمانيا. شارك مع منتخب ألمانيا تحت 21 سنة لكرة القدم. أما مع النوادي، فقد لعب مع بوروسيا دورتموند وفالدهوف مانهايم وفورتونا دوسلدورف وفورتونا كولن ونادي شتوتغارت.

## وصلات خارجية
- برند كلوتز على موقع قاعدة بيانات كرة القدم.إي يو (الإنجليزية)
- برند كلوتز على موقع بيانات كرة القدم. دي إي (الألمانية)
- برند كلوتز على موقع عالم كرة القدم.نت (الإنجليزية)